# قایش
قایش، روستایی است از توابع بخش سردرود شهرستان رزن در استان همدان ایران.

## جمعیت
براساس سرشماری سال ۱۳۹۵جمعیت آن ۱۴۷۲ نفر (۴۳۴ خانوار) بوده‌است.
قایش در زبان ترکی به معنای تسمه یا بند چرمی است.